# جون ميلر (سياسي أمريكي، مواليد 1774)
جون ميلر (بالإنجليزية: John Miller) هو قاضي ومحامي وسياسي أمريكي، ولد في 10 نوفمبر 1774 في Amenia (town), New York ‏ في الولايات المتحدة، وتوفي في 31 مارس 1862 في Truxton, New York ‏ في الولايات المتحدة. انتخب عضو جمعية ولاية نيويورك وانتخب عضو مجلس النواب الأمريكي.